# 뱀자리 남쪽 성단
뱀자리 남쪽 성단(영어: Serpens south)은 뱀자리의 남쪽에 위치한 산개 성단이다.

## 같이 보기
- 항성 형성